# Yadea
Yadea Group Holdings Limited, также известна как Yadea Technology Group Company Limited — китайский производитель электрических двухколёсных транспортных средств, в том числе электроскутеров, электровелосипедов, электросамокатов и электрических мотоциклов, а также аккумуляторов и зарядных устройств. Основан в 2001 году, официально зарегистрирован на Каймановых островах, фактическая штаб-квартира расположена в Уси (Цзянсу).  

## История
Компания Yadea была основана в 2001 году в городе Уси (Цзянсу), в мае 2016 года она вышла на Гонконгскую фондовую биржу, в 2018 году выступила одним из спонсоров Чемпионата мира по футболу, проходившего в России. Осенью 2019 года Yadea открыла завод во Вьетнаме. Продажи электрических двухколёсных транспортных средств марки Yadea выросли с 2 млн в 2017 году до более 6 млн в 2022 году (в том числе 5 млн электросамокатов), заняв почти 60 % мирового рынка. В 2023 году продажи электросамокатов несколько упали, однако выросли продажи электровелосипедов.
В январе 2023 года Yadea Group Holdings подписала меморандум о строительстве завода производственной мощностью 2 млн электромотоциклов в год в провинции Бакзянг (Вьетнам). По состоянию на июль 2023 года Yadea Group являлась крупнейшим в мире производителем электрических двухколёсных транспортных средств, а также входила в тройку крупнейших мировых производителей мототехники, уступая лишь индийской Hero MotoCorp и японской Honda Motor.

## Деятельность
Компании Yadea Group принадлежат семь сборочных заводов в городах Уси, Нинбо, Тяньцзинь, Цинъюань, Чунцин и провинции Аньхой с производственной мощностью более 15 млн единиц в год, завод во Вьетнаме с производственной мощностью 200 тыс. единиц в год, а также два научно-исследовательских центра в Шанхае и Уси. Кроме того, Yadea совместно с компаниями Gogoro и Dachangjiang Group владеет на Тайване производством комплектующих (в том числе аккумуляторов для электротранспорта). Основными рынками сбыта являются материковый Китай (98 %) и Вьетнам.
По состоянию на конец 2020 года Yadea продавала свою продукцию через 3 тыс. дистрибьюторов и более 17 тыс. точек продаж, а также экспортировала электрические двухколёсные транспортные средства в более чем 80 стран мира. По состоянию на 2023 год Yadea продавала свою продукцию в более чем 90 странах мира через 40 тыс. розничных точек. 
Кроме производства электрических двухколёсных транспортных средств компания развивает в Китае сеть станций замены аккумуляторов под брендом Huan Huan (совместное предприятие компаний Gogoro, Yadea и Dachangjiang Group).
По итогам 2022 года основные продажи пришлись на электрические велосипеды (41,3 %), электрические скутеры (29,4 %), аккумуляторы и зарядные устройства (27 %) и запчасти для электрических двухколесных транспортных средств (2,2 %).

## Акционеры
Основными акционерами Yadea Group Holdings являются Дун Цзингуй (45,68 %) и Цянь Цзинхун (16,7 %). Основными институциональными инвесторами компании являются BlackRock (1,67 %), The Vanguard Group (1,28 %), Swedbank Robur Fonder (0,89 %), Invesco Great Wall Fund Management (0,77 %) и Dimensional Fund Advisors (0,56 %).